# Panneau de signalisation temporaire de police en France
On désigne par panneau de Signalisation Temporaire de Police tout panneau utilisé en signalisation temporaire de types AK, B, C, K, KC, KM et M, montés sur support fixe ou mobile.
Un tel panneau est dit appartenir à la catégorie TP
On distingue également les catégories :
- SP (police permanente),
- SD (directionnelle permanente),
- TD (directionnelle temporaire),

## Types de panneaux de la catégorie
Les types de panneaux relevant de cette catégorie sont donc les suivants :
- Type B - Panneaux de prescription
- Type C - Panneaux d'indications  utiles pour la conduite des véhicules
- Type AK, K, KC et KD - Panneaux de signalisation temporaire
- Type M - Panneaux additionnels ou panonceaux
- Type KM - Panneaux additionnels ou panonceaux temporaires